# Paul Seixas
Paul Seixas (født 24. september 2006 i Lyon) er en cykelrytter fra Frankrig, der er på kontrakt hos Decathlon-AG2R La Mondiale.